# Wadjiginy
Wadjiginy är ett australiskt språk som talades av 12 personer år 1988. Wadjiginy talas i Nordterritoriet. Wadjiginy tillhör dalyspråken.